# Patrick Kury
Patrick Kury (* 1962) ist ein Schweizer Historiker und Hochschullehrer an der Universität Luzern.

## Leben
Er studierte Geschichte, Soziologie und Deutsche Literaturwissenschaft an den Universitäten von Basel und Wien.
1997–2005 war er Assistent, mit verschiedenen Forschungsaufenthalten im Ausland, seit 2005 Oberassistent und Lehrbeauftragter an den Universitäten von Basel, Bern, Zürich und Luzern. Er promovierte 2002 an der Universität Basel mit einer Arbeit zur Geschichte des Überfremdungdiskurses in der Schweiz und habilitierte (venia legendi) 2010 an der Universität Bern zur Geschichte des Stresses. Seit 2012 ist er ständiger Lehrbeauftragter an der Universität Luzern, die ihn 2018 zum Titularprofessor ernannte. Seit 2014 unterrichtet er auch an der FernUni Schweiz (Universitäre Fernstudien Schweiz). Seit 2017 ist er zudem Co-Leiter von Stadt.Geschichte.Basel zur Erarbeitung einer mehrbändigen Stadtgeschichte.
Kury forscht und publiziert zur jüdischen Geschichte, zur Geschichte der Migration und der Konstruktion nationaler Identitäten und zur Wissensgeschichte von Bevölkerung, Gesundheit und Medizin. Er realisiert auch historische Ausstellungen.

## Publikationen (Auswahl)
Autor
- mit André Holenstein, Kristina Schulz: Schweizer Migrationsgeschichte. Von den Anfängen bis zur Gegenwart. Verlag Hier und Jetzt, Baden 2018, ISBN 978-3-03919-414-8.
  - Patrick Kury im Interview zum Buch: «Die Schweiz hat nie aus rein humanitären Gründen Migranten aufgenommen», Marc Tribelhorn, Martin Beglinger, NZZ, 27. August 2018.
- Man akzeptierte uns nicht, man tolerierte uns!: Ostjudenmigration nach Basel 1890–1930. Helbing & Lichtenhahn, Basel/Frankfurt a. M. 2017.
- Über Fremde reden. Überfremdungsdiskurs und Ausgrenzung in der Schweiz 1900–1945. Veröffentlichungen des Archivs für Zeitgeschichte ETH Zürich (Bd. 4), Zürich 2017 / Chronos Verlag, Zürich 2003.
- Der überforderte Mensch. Eine Wissensgeschichte vom Stress zum Burnout. Campus Verlag, Frankfurt/New York 2012.
- mit Barbara Lüthi: Grenzen setzen: vom Umgang mit Fremden in der Schweiz und den USA 1890–1950. Böhlau Verlag, Köln u. a. 2005.
- mit Georg Kreis: Die schweizerischen Einbürgerungsnormen im Wandel der Zeiten. Nationale Schweizerische UNESCO-Kommission, Bern 1996.

Mit-/Herausgeber
- mit Roman Rossfeld, Thomas Buomberger (Hg.): 14/18 – Die Schweiz und der Grosse Krieg, Baden 2014
- mit Heiko Haumann, Peter Haber, Kathrin Ringger, Bettina Zeugin (Hg.): Der Erste Zionistenkongress von 1897 – Ursachen, Bedeutung, Aktualität. Basel u. a. 1997.

Ausstellungen, Kataloge
- Patrick Kury, Philipp Sarasin, Regula Bochsler (Hg.): Wertes Fräulein, was kosten Sie? Prostitution in Zürich 1875–1925. Katalog zur gleichnamigen Ausstellung. Baden 2004.
- Patrick Kury, Helena Kanyar (Hg.): Die Schweiz und die Fremden 1798–1848–1998. Begleitband zur Ausstellung in der Universitätsbibliothek Basel, Basel 1998.